# Забаба-шум-іддін
Забаба-шум-іддін (д/н — бл. 1158 до н. е.) — цар Вавилону близько 1159—1158 до н. е. Ім'я перекладається як «Забаба надав ім'я».

## Життєпис
Належність до Каситської династії ставиться під сумнів. Про Забаба-шум-іддіна відомо замало. Близько 1159 року до н. е., скориставшись поразками вавилонян у війні проти еламського царя Шутрук-Нахунте I повалив вавилонського царя Мардук-апла-іддіна I, сам став володарем Вавилону. Втім стикнувся з новим вторгненням Еламу. Водночас на півночі до меж Вавилонії вдерся ассирійський цар Ашшур-дан I.
Зрештою еламіти захопили та пограбували міста Дур-Курігальзу, Сіппар, Опіс, Аккад і Ешнунну й зрештою Вавилон. Найцінніші пам'ятники і статуї головних богів з храмів були відвезені до Еламу. Намісником у Вавилоні було поставлено сина Шутрук-Наххунте I — Кутір-Нахунте. Втім вавилоняни повстали, зробивши царем Енліль-надін-аххе.